# Robert S. McMillan
Pour les articles homonymes, voir McMillan.
Robert S. McMillan (né le 26 février 1950) est un astronome américain qui a travaillé au Lunar and Planetary Laboratory de l'université de l'Arizona depuis 1979 et qui a dirigé le projet Spacewatch jusqu'en décembre 2020. Ce projet étudie les objets mineurs. Il a fait plusieurs découvertes, dont notamment (20000) Varuna et la comète périodique 208P/McMillan.
L'astéroïde (2289) McMillan porte son nom.